# Hemsleya dulongjiangensis
Hemsleya dulongjiangensis är en gurkväxtart som beskrevs av Cheng Yih Wu. Hemsleya dulongjiangensis ingår i släktet Hemsleya och familjen gurkväxter. Inga underarter finns listade i Catalogue of Life.